# Sport Lisboa e Marinha
Maillots
Le Sport Lisboa e Marinha est un club de football portugais basé à Marinha Grande. Pour la saison 2012-2013, le club évolue en cinquième division, en division d'honneur de l'AF Leiria.

## Histoire
En 1938 un groupe de jeunes issues du Atlético Clube Marinhense, en désaccord avec la décision du Marinhense de s'être affiliée avec le Sporting Portugal, décide de créer une équipe à Marinha Grande qui puisse à son tour s'alliée avec le Benfica Lisbonne. Ainsi le 1er janvier 1939, les groupes de jeunes Vieira Ascenso, José Dinis Pereira et Joaquim Dinis Alves fondent le Sport Lisboa e Marinha qui tournera à être la 53e filiale du Benfica Lisbonne.
Depuis le club a vécu seulement deux saisons en deuxième division, en 1941-42 et en 1944-45. Principalement retrouvé en district, le club fait son chemin avant de découvrir la troisième division pendant la saison 1950-51, avant de retrouver à nouveau le district. Le club retrouve une nouvelle fois la troisième division pendant la saison 1956-57 avant de replonger en district.
Le club refait seulement son apparition pendant la saison 1981-82 en troisième division, ainsi le club connait ses plus belles années en finissant à la sixième place. Le SL Marinha parvient à faire mieux par la suite, la saison suivant le club finit quatrième, avant de finir troisième pendant la saison troisième pendant la saison 1983-84. L'année qui suit le SL Marinha, ne confirme pas et finit quatorzième, ainsi le club finit relégable. 
Depuis le club longe le district, et finit pendant la saison 1992-93 à remonter de nouveau en troisième division. Les deux saisons le club parvient à se maintenir, ce qui n'est pas le cas de la troisième ou le club finit finit seizième pendant la saison 1996-97. Par la suite le club ne parvient plus à remettre les pieds dans les championnats nationaux, et se voit même reléguée de première division du district en 2002-03.
Depuis le club n'arrive pas à remonter en division d'honneur, et joue la continuité dans la division inférieure. En finissant deuxième le club remonte pendant la saison 2009-10, avant d'être reléguée la saison qui suit. Pendant la saison 2011-12, le club finit premier et invaincu donnant ainsi accès à la division d'honneur du district pour la saison à venir.

## Joueurs emblématiques
| - Bruno Filipe - César Índio - Hugo Pinheiro | - Mário Balseiro - Rui Morgado - Velhinha |

## Palmarès
| Compétitions nationales | Compétitions régionales |
| --- | --- |
| - Championnat du Portugal D2 (0) - Meilleure performance : 3e (1941-42 (Série 7, subsérie 1)) - Coupe du Portugal (0) - Meilleure performance : 1/32 final (1981-82) | - Championnat de 1re division de l'AF Leiria (3) - Champion : 1956-57, 1980-81, 1991-92 - Championnat de 2e division de l'AF Leiria (1) - Champion : 2011-12 - Coupe de l'AF Leiria (2) - Champion : 1980-81, 1987-88 |